# 习字体

习字体（文鼎）

顏楷九宮體，簡體版稱習字體，是文鼎科技開發的一款書法摹寫字體。該字體在顏體的基礎上為每一字模嵌套上九宮格，以輔助書法初學者練習。格與格之間銜接緊密，兼具實用性和審美性。
該字體在平面設計中也有應用。特別是在與教育相關的宣傳領域，具有著識字、啟蒙等內涵。